# ماري كيفينييمي

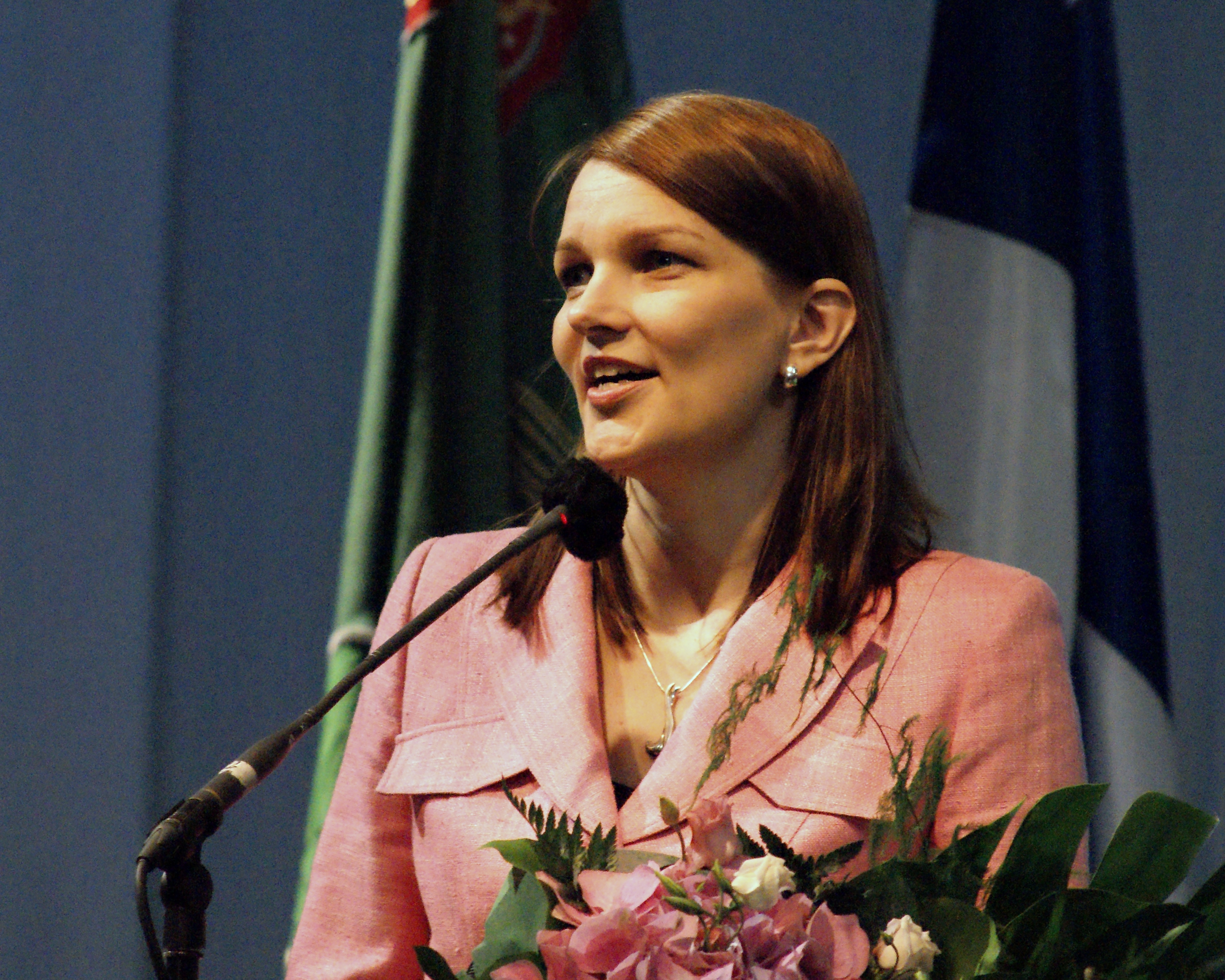
ماري كيفينييمي (يونيو 2010)

ماري كيفينييمي (بالفنلندية: Mari Kiviniemi) (ولدت في 27 سبتمبر 1968، بسينايوكي) سياسية فنلندية و‌رئيسة وزراء فنلندا سابقة. تم انتخابها رئيسة لمجلس الوزراء يوم 22 يونيو 2010. كانت كيفينييمي قبل ذلك وزيرة للشؤون البلدية والإقليمية 2007-2010 في عهد حكومة فانهانن الثانية. كما شغلت منصب وزيرة التجارة الخارجية والتنمية 2005-2006 في حكومة فانهانن الأولى. تنتمي لحزب الوسط الذي تم انتخابها رئيسةً له في يونيو عام 2010.

## روابط خارجية
- ماري كيفينييمي على موقع IMDb (الإنجليزية)
- ماري كيفينييمي على موقع الموسوعة البريطانية (الإنجليزية)
- ماري كيفينييمي على موقع مونزينجر (الألمانية)